# Diadelia iners
Diadelia iners är en skalbaggsart som beskrevs av Leon Fairmaire 1902. Diadelia iners ingår i släktet Diadelia och familjen långhorningar.
Artens utbredningsområde är Madagaskar. Inga underarter finns listade i Catalogue of Life.